# برند تیس
برند تیس (انگلیسی: Bernd Thijs؛ زادهٔ ۲۸ ژوئن ۱۹۷۸) یک بازیکن فوتبال اهل بلژیک است.
وی همچنین در تیم ملی فوتبال بلژیک بازی کرده‌است.